# Geoffroys tamarin
Geoffroys tamarin (Saguinus geoffroyi) är en däggdjursart som först beskrevs av Jacques Pucheran 1845.  Saguinus geoffroyi ingår i släktet tamariner och familjen kloapor. IUCN kategoriserar arten globalt som nära hotad. Inga underarter finns listade.

## Utseende
Arten blir 20 till 29 cm lång (huvud och bål), har en 31 till 42 cm lång svans och väger 350 till 450 g. På ryggen har pälsen en svartbrun färg och på huvudet förekommer en trekantig vit fläck. Geoffroys tamarin har en mörk rödbrun fläck vid naken och dessutom är svansen rödbrun med undantag av en svart spets. På bröstet, buken och extremiteterna är pälsen krämvit. Den står i kontrast till det mörka ansiktet. Liksom alla andra kloapor har arten klor vid nästan alla fingrar och tår, bara stortån har en nagel. Tummen är inte motsättlig. Hos Geoffroys tamarin förekommer nedre hörntänder som är längre än de nedre framtänderna. Detta kännetecken skiljer tamariner från silkesapor (Callithrix).

## Utbredning och habitat
Denna kloapa förekommer från centrala Panama till nordvästra Colombia. Arten vistas där i olika slags skogar och i regioner som är täckta av buskar.

## Ekologi
Geoffroys tamarin har ungefär samma beteende som andra tamariner. Den äter frukter, nektar, blommor och naturgummi som kompletteras med några smådjur som insekter, grodor och ödlor. Individerna bildar flockar som oftast har 5 till 7 medlemmar. Flockens revir är 9 till 32 hektar stort. Vanligen föder bara flockens dominanta hona ungar. Det finns ingen särskild parningstid men de flesta ungar föds mellan april och juni. Dräktigheten antas vara lika länge som hos bomullshuvudtamarin, alltså cirka 140 dagar.
Individerna är aktiva på dagen och de går vanligen på fyra fötter över grenar. De kan även hoppa. Med hjälp av klorna klättrar de upp- eller nedför lodräta trädstammar.